# Toyota Center
Il Toyota Center è un'arena coperta situata nel quartiere Downtown di Houston, Texas. Sponsorizzato dalla casa automobilistica giapponese Toyota, il palazzetto ospita gli Houston Rockets, squadra della NBA.

## Storia
Nel 2002, le squadre di Houston chiesero alla città la costruzione di una nuova arena che rimpiazzasse il vecchio Compaq Center, conosciuto anche come The Summit. Venne così costruito il Toyota Center che fu inaugurato il 6 ottobre 2003 da un concerto dei Fleetwood Mac. I Rockets giocarono qui la loro prima partita il 30 ottobre 2003 contro i Denver Nuggets.
Oltre a diversi concerti, l'arena ha ospitato l'NBA All-Star Game il 19 febbraio 2006 e due eventi in pay-per-view della WWE: No Mercy 2005 e Vengeance (2007).